# Smižany
Smižany (deutsch Schmögen, ungarisch Szepessümeg – bis 1882 Smizsán) ist eine Gemeinde in der Ostslowakei, in der Nähe der Stadt Spišská Nová Ves.

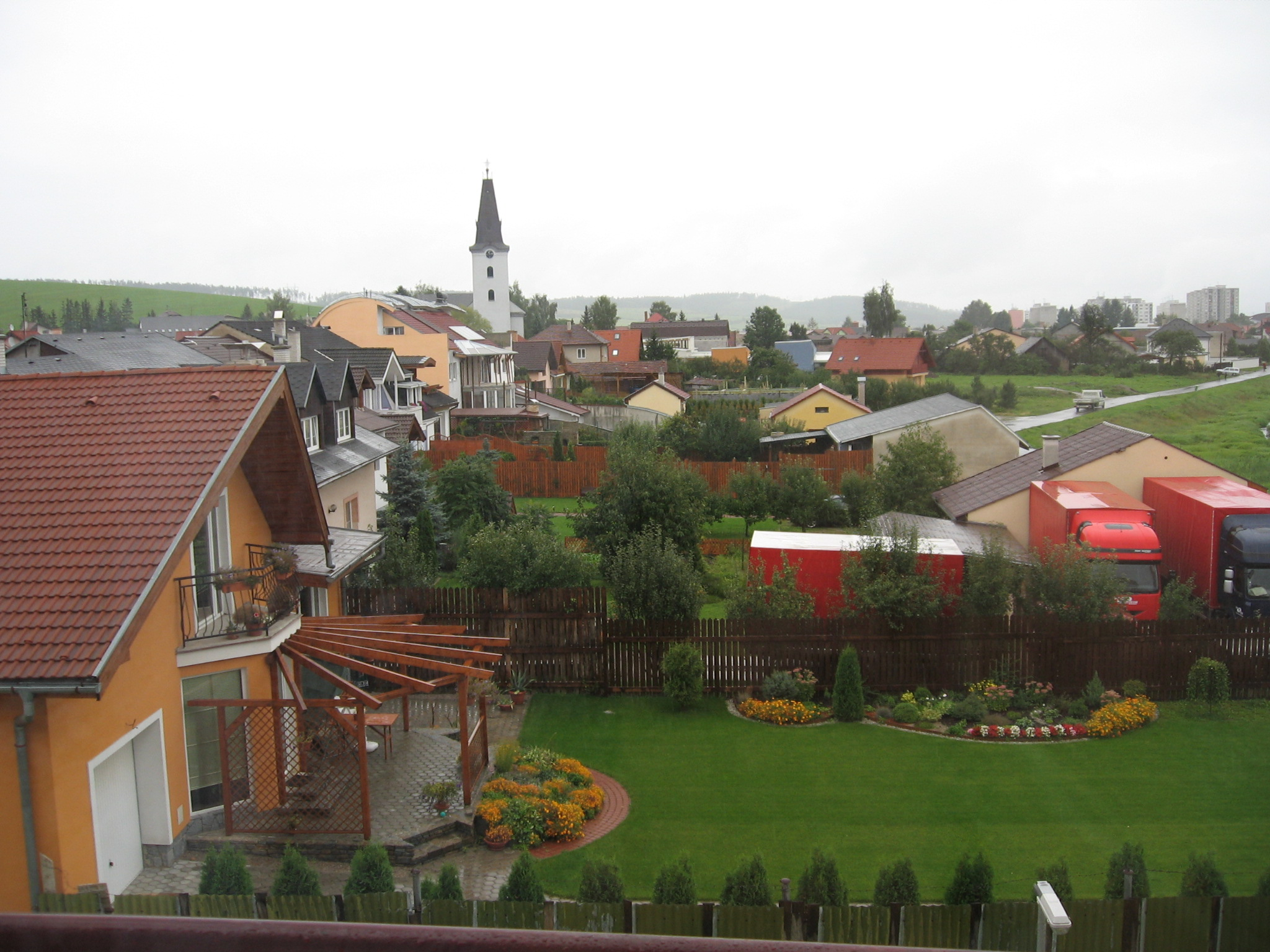
Blick auf den Dorfkern

Sie ist die größte Gemeinde ohne Stadtstatus in der Slowakei und liegt am Fluss Hornád an den Nordhängen des Slowakischen Paradieses.

## Geschichte
Der Ort wurde 1246 zum ersten Mal als Micha erwähnt, 1254 dann in einer Liste des Königs Bela als Sumugh. Der Ort mit Montanvergangenheit (im 19. Jahrhundert gab es bis zu 3 Hochöfen) gehörte zum Bund der 24 Zipser Städte, später zum Bund der 11 Zipser Städte.
1910 hatte der Ort 1360 vorwiegend slowakische Einwohner und gehörte bis 1918 zum Königreich Ungarn, danach wurde es ein Teil der neu entstandenen Tschechoslowakei.
Heute sind etwa 10 Prozent der Einwohner Roma.

## Bevölkerung
| Jahr                | 1994 | 2004     | 2014    | 2024    |
| ------------------- | ---- | -------- | ------- | ------- |
| Anzahl der Personen | 6592 | 8269     | 8623    | 8825    |
| Unterschied         |      | +25,43 % | +4,28 % | +2,34 % |

| Jahr                | 2023 | 2024    |
| ------------------- | ---- | ------- |
| Anzahl der Personen | 8828 | 8825    |
| Unterschied         |      | −0,03 % |

## Sehenswürdigkeiten
- frühgotische katholische Kirche aus der 2. Hälfte des 13. Jahrhunderts

## Persönlichkeiten
- Ján Nálepka, slowakischer Widerstandskämpfer
- Štefan Hoza, Opernsänger
- Vladimír Durdík, Schauspieler
- Pavol Suržin, Schriftsteller